# Christmas Picnic
『Christmas Picnic』（クリスマス・ピクニック）は、岡村孝子が11月から12月にかけて開催するコンサート。1988年から開始された。主に全国各地を回るコンサートツアーという形をとっている。

## 1988年
| 11月15日     | 静岡市民文化会館大ホール |
| 11月17日     | 広島郵便貯金ホール       |
| 11月20日     | 松山市民会館             |
| 11月21日     | 福岡サンパレス           |
| 11月26日     | 神奈川県民ホール大ホール |
| 12月6日      | 秋田県民会館             |
| 12月7日      | 宮城県民会館             |
| 12月9日      | 大阪フェスティバルホール |
| 12月13日     | 札幌市民会館             |
| 12月15日     | 新潟県民会館             |
| 12月16日     | 金沢市観光会館           |
| 12月20・21日 | 愛知厚生年金会館         |
| 12月24日     | 東京ベイNKホール         |

このツアーのために、新曲「リフレイン」が書き下ろされた。
最終日のコンサート映像は、ライブビデオ（DVD）『Encore II』に収録されている。

## 1989年
| 11月26日     | 広島厚生年金会館         |
| 11月27日     | 福岡サンパレス           |
| 11月30日     | 仙台市体育館             |
| 12月5日      | 大阪城ホール             |
| 12月7日      | 香川県県民ホール         |
| 12月10日     | 北海道厚生年金会館       |
| 12月14日     | 名古屋レインボーホール   |
| 12月16日     | 横浜アリーナ             |
| 12月20日     | 静岡市民文化会館大ホール |
| 12月23・24日 | 東京ベイNKホール         |

このツアーのために、新曲「天使たちの時 〜Time of the Angels〜」が書き下ろされた。

## 1990年
| 11月19日     | 茨城県立県民文化センター         |
| 11月21日     | 秦野市文化会館                   |
| 11月24日     | 福岡サンパレス                   |
| 11月27日     | 名古屋レインボーホール           |
| 11月30日     | 大阪城ホール                     |
| 12月2日      | 仙台イズミティーホール21大ホール |
| 12月4日      | 広島郵便貯金ホール               |
| 12月5日      | 香川県民ホール                   |
| 12月9日      | 沖縄コンベンションセンター       |
| 12月12日     | 静岡市民文化会館大ホール         |
| 12月19日     | 神奈川県民ホール大ホール         |
| 12月23・24日 | 東京ベイNKホール                 |

## 1991年
| 12月9・10日  | 名古屋レインボーホール |
| 12月14・15日 | 大阪城ホール           |
| 12月18・19日 | 横浜アリーナ           |
| 12月23・24日 | 東京ベイNKホール       |

## 1992年
| 12月7・8日   | 大阪城ホール           |
| 12月11・12日 | 日本武道館             |
| 12月18・19日 | 名古屋レインボーホール |
| 12月23・24日 | 東京ベイNKホール       |

12月11日のコンサート映像は、ライブビデオ（DVD）『Encore IV 〜Smile for You〜』に収録されている。

同日の公演にはフジテレビ系バラエティ『うれしたのし大好き』の中継が入り、同番組のエンディング・テーマ曲「笑顔にはかなわない」を歌う模様が収録された（オンエアは12月18日）。これは、岡村にとっては久しぶりのテレビ出演であった。
12月12日のコンサート映像は、1993年3月31日にWOWOWで放映された。

## 1996年
| 11月27日     | 長野県松本文化会館       |
| 12月2日      | 宮崎県民会館             |
| 12月5日      | 大阪フェスティバルホール |
| 12月13日     | 名古屋市民会館           |
| 12月14日     | 静岡市民文化会館大ホール |
| 12月18日     | 広島郵便貯金ホール       |
| 12月19日     | 福岡サンパレス           |
| 12月22・23日 | 東京ベイNKホール         |

## 2006年
12月16日・12月17日に、品川ステラボールで開催。このタイトルを冠したコンサートとしては初めて、全国ツアーではなく1箇所のみの公演となった。
あみんのパートナー・加藤晴子が飛び入りでゲスト出演した。また、あみんの活動再開が公に発表された。